# XML Schema
XML Schema Definition (XSD), ofte kaldet XML Schema, er en anbefalet standard fra World Wide Web Consortium (W3C), der specificerer, hvordan man formelt beskriver elementerne i XML-dokument. Det kan bruges af programmører til at validere elementindholdet i et dokument for at sikre, at det overholder beskrivelsen af elementet, det er placeret i.
Som alle XML-skemasprog kan XSD bruges til at beskrive et sæt regler, som et XML-dokument skal overholde for at blive betragtet som "gyldigt" i henhold til det skema. Men i modsætning til de fleste andre skemasprog blev XSD også designet således, at validering af et dokument ville producere en samling af information, der overholder specifikke datatyper. Sådan et XML Information Set kan være nyttigt i udviklingen af programmel til at behandle XML-dokumenter.

## Skemakomponenter
Hovedkomponenterne i et skema er:
- Elementdeklarationer, som definerer egenskaber for elementer.
- Attributdeklarationer, som definerer egenskaber ved attributter.
- Simple og komplekse typer.

Andre mere specialiserede komponenter omfatter anmærkninger, notationer og skemakomponenten, som indeholder information om skemaet som helhed.